# Ермолаевка (Восточно-Казахстанская область)
Ермолаевка (каз. Ермолаевка) — упразднённое село в Восточно-Казахстанской области Казахстана. Входило в состав городской администрации Риддера. Входило в состав Пригородного сельского округа. Код КАТО — 632433607. Ликвидировано в 2009 г.

## Население
В 1999 году население села составляло 28 человек (20 мужчин и 8 женщин). По данным переписи 2009 года, в селе проживало 30 человек (17 мужчин и 13 женщин).